# Oğuz Savaş
Oğuz Savaş (Balıkesir, 13 juli 1987) is een Turks basketballer die als center speelt. Hij trad in 2006 in dienst bij Fenerbahçe Ülker nadat dat fuseerde met zijn voormalige team Ülkerspor.
Savaş begon zijn basketbalcarrière in 2000 bij een basketbalclub uit zijn geboorteprovincie, Balıkesir Belediyespor. Van 2002 tot 2006 speelde hij voor Ülkerspor. Na het fuseren van Ülkerspor en de basketbalbranche van Fenerbahçe SK, begon hij uit te komen voor Fenerbahçe Ülker.

## Hoogtepunten
- 2003 - Turks Landskampioen Jeugdniveau
- 2003 - Turks Landskampioen Jeugdniveau
- 2004 - Turks Landskampioen Jeugdniveau
- 2004 - MVP (Most Valuable Player) van Jeugdniveau
- 2005 - MVP (Most Valuable Player) van Jeugdniveau

- 2004 - Presidentsbeker
- 2005 - Presidentsbeker
- 2004 - Turkse Beker
- 2005 - Finalist Turkse Beker
- 2006 - Landskampioen
- 2007 - Landskampioen

- 2003 - Tweede plaats EK met nationale jeugdteam
- 2004 - Tweede plaats EK met nationale jeugdteam
- 2005 - Tweede plaats EK met nationale jeugdteam
- 2006 - Tweede plaats EK met nationale jeugdteam